# Class
Class é uma série de drama e ficção científica britânica, um spin-off de Doctor Who. Foi criada e escrita por Patrick Ness, que também produz ao lado de Steven Moffat, showrunner e escritor principal de Doctor Who e Brian Minchin, que atuou como produtor em dois spin-offs: Torchwood e The Sarah Jane Adventures. A primeira temporada é composta de oito episódios, que estrearam na BBC Three em 22 de outubro de 2016.
Em 7 de setembro de 2017, a série foi oficialmente cancelada pela BBC.

## Premissa
A série se passa em Coal Hill Academy, uma escola fictícia que tem sido regularmente apresentada em Doctor Who desde sua aparição original em 1963, e acompanha quatro de seus alunos e membros da equipe, incluindo o Sr. Armitage (Nigel Betts), um personagem secundário da oitava temporada de Doctor Who.
Os alunos do sexto ano em Coal Hill Academy têm seus próprios segredos e desejos. Eles têm de lidar com o stress da vida cotidiana, incluindo amigos, pais, escola, trabalho, sexo e tristeza, mas também os horrores que vêm da viagem no tempo. O Doutor é um viajante do tempo e fez que as paredes do espaço e do tempo se quebrassem e monstros além da imaginação estão planejando causar estragos na terra.

## Elenco

### Principal
- Greg Austin como Charlie Smith[3]
- Fady Elsayed como Ram Singh[3]
- Sophie Hopkins como April MacLean[3]
- Vivian Oparah como Tanya Adeola[3]
- Katherine Kelly como Andra'ath/Srta. Quill[3]

### Recorrente
- Jordan Renzo como Matteusz Andrzejewski[4]
- Nigel Betts como Sr. Armitage[5]
- Pooky Quesnel como Dorothea Anes[6]
- Paul Marc Davis como Corakinus[7]
- Anna Shaffer como Rachel[8]
- Cyril Nri como Cabeleireira[9]
- Ben Peel como treinador Dawson[4]
- Shannon Murray como Jackie[4]

### Convidado
- Peter Capaldi como O Doutor[10]

## Episódios
| N.º | Título                                       | Dirigido por      | Escrito por  | Exibição original      |
| --- | -------------------------------------------- | ----------------- | ------------ | ---------------------- |
| 1 | "For Tonight We Might Die"                   | Ed Bazalgette     | Patrick Ness | 22 de outubro de 2016  |
| Os Refugiados alienígenas, Miss Quill e Charlie, estão escondidos na Academia Coal Hill, disfarçados de professora e aluno. Quando os Sombrios invadem a Coal Hill e matam um aluno, Charlie é forçado a revelar a April, Tanya, Ram e Matteusz, que ele e Miss Quill são os últimos sobreviventes de uma guerra alienígena, ele um príncipe, e ela é sua escravo/guarda-costas. Durante o sexto baile de formatura, os Sombrios passam pelo rasgo, matando a namorada de Ram, Rachel, e cortando sua perna. O Doutor , que resgatou Charlie e Miss Quill e os fez se esconderem na escola, chega para derrotar os Sombrios. Ele nomeia Miss Quill e os alunos como protetores da escola, observando que se tornou uma fenda durante todo o espaço-tempo. April é deixada dividindo um coração com o Rei dos Sombrios, e Ram tem sua perna substituída por uma perna robótica. |                                              |                   |              |                        |
| 2 | "The Coach with the Dragon Tattoo"           | Ed Bazalgette     | Patrick Ness | 22 de outubro de 2016  |
| Ram luta para se recuperar do ataque que sofreu no baile. O treinador Dawson repreende-o pelo mau desempenho no futebol e rebaixa-o para a segunda equipa de jogadores. Naquela semana, Ram testemunha uma criatura atacar tanto o treinador assistente como uma limpadora da escola, mas luta para encontrar evidências de suas mortes depois do fato, levando-o a questionar sua sanidade. Tanya, Charlie e April investigam em seu nome, e aprendem que um dragão que se manifesta em diferentes partes da escola está conectado com o treinador Dawson. Eles aprendem que o treinador foi ligado a uma fêmea dragão que veio através de uma fenda no tempo, e fundiu-se ao seu corpo como uma tatuagem. Seu companheiro vaga pela escola, matando para alimentá-la. Convencido pelos alunos, o dragão leva sua companheira junto com o treinador de volta através da fenda no tempo. Ram depois conta a seu pai sobre os eventos do baile. |                                              |                   |              |                        |
| 3 | "Nightvisiting"                              | Ed Bazalgette     | Patrick Ness | 29 de outubro de 2016  |
| No segundo aniversário da morte de seu pai, Tanya é visitada por uma aparição dele, implorando que ela pegue sua mão e ligue suas almas através do espaço e do tempo. Em todo o leste de Londres, videiras alienígenas vindas da fenda do espaço-tempo em Coal Hill estão capturando londrinos com imagens de seus entes queridos mortos. Mesmo Miss Quill é visitada por uma entidade que alega ser sua irmã. Ram e April investigam juntos e se aproximam. Matteusz e Charlie levam sua relação para o próximo nível depois que Matteusz é expulso de casa por seus pais homofóbicos. Depois de interrogar sua "irmã", e confirmando que a Terra simplesmente foi invadida por uma criatura alienígena faminta chamada Lan Kin, Quill corta a videira da casa de Tanya usando um ônibus roubado de dois andares, fazendo com que os Lan Kin fujam com dor. |                                              |                   |              |                        |
| 4 | "Co-Owner of a Lonely Heart (Parte 1)"       | Philippa Langdale | Patrick Ness | 5 de novembro de 2016  |
| Após os eventos do baile, April está lutando para controlar a si mesma desde que ela começou a compartilhar seu coração com o Rei dos Sombrios. As tentativas do Rei para mitigar sua deficiência têm um tiro pela culatra, dando a ele e April uma conexão psíquica ainda mais profunda. Dorothea Ames apresenta-se como a nova Diretora da Coal Hill após a morte do Sr.Armitage. Ela conta a Miss Quill como os Governadores estão interessados nela e mais tarde a apresenta a uma flor carnívora alienígena que tem se repetido em números preocupantes. O pai de April é libertado da prisão e visita a sua família. Durante um confronto, os pais de April descobrem a verdadeira natureza de seu problema enquanto ela incontrolavelmente ataca os dois. Sentindo que o Rei dos Sombrios descobriu sua localização, April pula através de uma fenda no espaço-tempo para pegar seu coração de volta, com Ram acompanhando-a de perto. |                                              |                   |              |                        |
| 5 | "Brave-ish Heart (Parte 2)"                  | Philippa Langdale | Patrick Ness | 12 de novembro de 2016 |
| April e Ram chegam ao planeta dos Sombrios, conhecido como o Underneath, onde ela procura o Rei para reivindicar seu coração. Enquanto isso, na Terra, as pétalas de flores carnívoras estão continuamente se multiplicando e estão inundando ruas e consumindo seres humanos. Dorothea Ames recruta Miss Quill para forçar Charlie a usar o Gabinete das Almas (uma arma de destruição em massa composta das almas preservadas de sua espécie) para matar as pétalas, mas parece dividido entre sacrificar as almas do seu povo e deixar a humanidade morrer. Canalizando o próprio poder do Rei, April o derrota no combate e se torna o Rei dos Sombrios. Voltando à Terra, ela despacha seu exército para destruir as pétalas, poupando Charlie de sua decisão. O ex-Rei preso rompe sua conexão com April, no entanto, mais uma vez quebrando seu controle sobre os Sombrios. Ames está satisfeita em ter explorado a situação para aprender mais sobre Charlie e o Gabinete das Almas. |                                              |                   |              |                        |
| 6 | "Detained"                                   | Wayne Yip         | Patrick Ness | 19 de novembro de 2016 |
| Miss Quill coloca Charlie, April, Ram, Tanya e Matteusz em "detenção" enquanto ela atende a assuntos urgentes. Um meteoro voa através de uma venda no espaço-tempo e desloca a sala de aula que os cinco estão em um local desconhecido descrito como sendo fora do tempo e espaço. Eles estão presos. Com ninguém além de um pequeno meteoro. Este meteoro força quem quer que esteja a mantê-lo para revelar verdades horríveis e pessoais. Eles logo descobrem que o meteoro é a consciência de um Serial Killer preso. E os cinco alunos estão atualmente em sua cela de prisão aumentada. Charlie logo percebe que ele é mais culpado do que o próprio prisioneiro é assim capaz de derrotá-lo e retornar o grupo de volta à Coal Hill de uma só vez. Miss Quill retorna, tendo tido um bom dia enquanto eles estavam ausentes - como é evidente pelo fato de que ela agora é capaz de usar uma arma. |                                              |                   |              |                        |
| 7 | "The Metaphysical Engine, or What Quill Did" | Wayne Yip         | Patrick Ness | 26 de novembro de 2016 |
| Em simultâneo com os acontecimentos do episódio anterior, Quill encontra-se com Ames depois de deixar Charlie detido. Explicando que os governadores decidiram ajudar Quill remover o Arn de seu cérebro, Ames introduz um metamorfo alienígena chamado Ballon (que se congelou). Os três são teletransportados para uma realidade metafísica. Ames explica que, enquanto um lugar pode ser acreditado, existe e pode ser visitado usando este dispositivo. Ao longo do tempo, eles encontram um espécie de Arn para estudar, e obter o sangue do 'Diabo' (descongelar Ballon para que ele possa realizar a cirurgia em Quill). Eles finalmente obtém o cérebro de uma deusa Quill para estudar antes de retornar a Coal Hill. Ballon executa a cirurgia e remove o Arn, libertando Quill mas deixando seu olho cicatrizado. Logo é revelado que os dois estão, de fato, no Gabinete das Almas e Ames só permitirá que um deles possa voltar à Terra. Eles acabam lutando até a morte, com Quill ganhando uma vitória agridoce. Quill retorna à escola no momento em que o episódio anterior terminou. Ela desmaia e Charlie descobre que está visivelmente grávida.                                                                                     |                                              |                   |              |                        |
| 8 | "The Lost"                                   | Julian Holmes     | Patrick Ness | 3 de dezembro de 2016  |
| Corakinus retorna à Terra através de pequenas lágrimas no espaço-tempo e assassina o pai de Ram e a mãe de Tanya. Depois disso, Tanya procura a ajuda de Quill e descobre sua gravidez. Charlie e Matteusz enfrentam e ameaçam Ames em ajudá-los. Corakinus retorna e tenta matar os irmãos de Tanya; Quill pisa para salvá-los, mas não antes que Corakinus possa amarrar sua vida a de Charlie. Quill ensina Tanya a lutar em preparação para uma guerra inevitável, enquanto Ram e Tanya mandam Charlie usar o Gabinete de Almas para evitar que mais pessoas morram. Corakinus ameaça matar Matteusz e diz que ele vai deixar a Terra se ela se sacrificar; no entanto, isso é provado ser uma mentira. Quando os Shadow Kin invadem a Terra e assumem as ruas, Charlie não tem mais escolha do que usar o Gabinete das Almas, o que é esperado também matará a abril e a si mesmo. O Gabinete limpa todos os últimos Kathles das Sombras. Charlie, salvo por Quill, sobrevive, enquanto abril desperta no corpo de Corakinus. Em outros lugares, Ames retorna aos Governadores onde ela é julgada imprópria para continuar servindo-os ou testemunhar "a chegada" por ter permitido que o gabinete seja usado e é assassinada por um Weeping Angel. |                                              |                   |              |                        |

## Produção

### Desenvolvimento
A série foi anunciada em 1 de outubro de 2015. Steven Moffat é o produtor executivo da série. foi revelado em 27 de abril de 2016 que Coal Hill não era mais uma escola e era agora uma academia/colégio. Ed Bazalgette foi o primeiro diretor anunciado para a série. Philippa Langdale dirigirá dois episódios, Wayne Yip também está definido para dirigir uma série de episódios para a série, e Julian Holmes será o diretor no final.

### Fundição
Em 4 de abril de 2016, o elenco principal da série foi revelado. Greg Austin, Fady Elsayed, Sophie Hopkins e Vivian Oparah estão definidos como quatro alunos do sexto ano, com Austin sendo um personagem chamado Charlie, enquanto Katherine Kelly vai interpretar Srta Quill, uma professora da Coal Hill School. Nigel Betts é definido para reprisar seu papel como Sr. Armitage dos episódios "Into the Dalek", "The Caretaker" e "Dark Water" da oitava temporada de Doctor Who. Paul Marc Davis é aparece como personagem regular na série. Anna Shaffer interpreta uma personagem chamada Rachel.
Patrick Ness revelou no Twitter que um dos personagens principais seria um homem com um namorado. Peter Capaldi, que interpreta a décimo segunda e atual encarnação do Doutor, foi definido para aparecer no primeiro episódio da série.

### Filmagens
Class começou a ser filmada em 4 de april de 2016. Wayne Yip relatou que seu grupo terminou de filmar em 16 de agosto de 2016. As filmagens foram arquivadas em 2 de setembro de 2016.

## Transmissão e lançamento
Após ser lançado online na BBC Three às 10:00 da manhã no Reino Unido, os episódios foram posteriormente transmitidos na BBC One no Reino Unido.